# Bruna Wurts
Bruna Wurts (Rio de Janeiro, 19 de agosto de 2000) é uma patinadora brasileira. Atualmente reside em Barcelona, com a mãe e a irmã.

## Carreira
Bruna começou a praticar patinação sobre rodas aos 3 anos de idade, e participou de sua primeira competição com 5 anos. Em 2011, ficou em primeiro lugar no Campeonato Sulamericano de Patinação, na categoria mini-infantil. Ela se mudou para Madrid em 2011, e retornou ao Brasil em 2013. Dois anos depois, para poder se dedicar à patinação artística sobre rodas, Wurts se mudou para Barcelona. Em 2016, recebeu medalha de ouro no Campeonato Brasileiro de Patinação Artística e de prata no Panamericano de Patinação, ambos na modalidade livre, categoria júnior.
Em 2018, Wurts foi a primeira brasileira a ficar em primeiro lugar na Copa da Alemanha de Patinação Artística, na categoria júnior. No mesmo ano, ela participou dos Jogos Sul-Americanos, onde recebeu uma medalha de ouro. Ela também participou nos Jogos Pan-Americanos de 2019, onde recebeu uma medalha de ouro na patinação artística feminina, a primeira do Brasil na modalidade.